# رگ دان
رگ دان (انگلیسی: Reg Dann؛ ۶ ژوئن ۱۹۱۶ – ۱۹۴۸ (۳۱−۳۲ سال)) بازیکن فوتبال اهل بریتانیا بود.
از باشگاه‌هایی که در آن بازی کرده‌است می‌توان به باشگاه فوتبال گیلینگام، باشگاه فوتبال برافورد پارک آونیو، باشگاه فوتبال تاتنهام هاتسپر، و باشگاه فوتبال بلکپول اشاره کرد.